# Nicola Leali
Nicola Leali (Castiglione delle Stiviere, 17 febbraio 1993) è un calciatore italiano, portiere del Genoa.

## Biografia
È nato a Castiglione delle Stiviere ed è cresciuto a Cavriana, in provincia di Mantova. Ha cominciato la sua carriera al Cavrianponti.

## Caratteristiche tecniche
(Luigi Corioni)
All'inizio della carriera era considerato uno dei più promettenti portieri italiani, al punto da essere ripetutamente paragonato a Gianluigi Buffon.
Agile e reattivo, si distingue anche per senso della posizione ed esplosività.

## Carriera

### Club

#### Debutto al Brescia, Juventus e prestito a Lanciano
Leali fa il suo debutto nei professionisti con la maglia del Brescia nella stagione 2010-2011. Esordisce in Serie A il 15 maggio 2011, a 18 anni, in Cesena-Brescia (1-0) della penultima giornata.
La stagione successiva ottiene 16 presenze in Serie B, dividendosi con Michele Arcari il ruolo di portiere titolare del Brescia.
Il 12 giugno 2012 viene acquistato dalla Juventus per 3,8 milioni di euro e firma un contratto quinquennale.
Viene ceduto in prestito per la stagione 2012-2013 al Lanciano e partecipa al campionato di Serie B.
Al termine della stagione 2012-2013, conclusa con la prima miracolosa salvezza in serie B del Lanciano, viene premiato come miglior portiere del campionato cadetto al Gran Galà Top 11 Serie B.

#### Prestito allo Spezia
Il 30 luglio seguente viene ufficializzato il suo passaggio in Serie B allo Spezia, con la formula del prestito con diritto di riscatto della metà. Fa il suo esordio con la maglia bianca il 10 agosto seguente, in occasione della gara di Coppa Italia contro la Pro Patria, vinta ai tempi supplementari per 4 a 2. Una settimana più tardi, nel match vinto ai rigori dallo Spezia contro il Genoa, valido per il terzo turno eliminatorio di Coppa Italia, il giovane Leali si rende protagonista parando il tiro di rigore decisivo a Francesco Lodi e permettendo alla sua squadra di passare il turno. Fa il suo esordio in campionato con la maglia aquilotta il 24 agosto, partendo titolare nel match casalingo contro il Cittadella, valevole per la prima giornata di campionato e conclusosi con il punteggio di 0 a 0. A fine anno viene raggiunto, per la prima volta nella storia dello Spezia, l'obbiettivo playoff.

#### Prestiti al Cesena e Frosinone
Disputa la stagione 2014-2015 in prestito al Cesena, in Serie A. Conclude il suo primo anno nella massima serie con 28 presenze. La stagione si chiude infine con la retrocessione della squadra.
Il 13 luglio 2015 viene ufficializzato il trasferimento a titolo temporaneo al Frosinone. La stagione si conclude con 33 presenze e la retrocessione in Serie B, la seconda consecutiva a livello personale.

#### Esperienze in prestito in Grecia e Belgio
Tornato a Torino, il 7 luglio 2016 viene girato in prestito all'Olympiakos dove il 15 settembre debutta nelle coppe europee giocando la prima partita del girone di Europa League contro gli svizzeri dello Young Boys (partita terminata 1-0 per i greci).
Conclude l'annata con 27 presenze, di cui 10 in Europa League e con la vittoria del campionato.
Nel luglio 2017 viene prestato allo Zulte Waregem, squadra del campionato belga e partecipante all'Europa League.

#### Perugia e prestito al Foggia
Il 27 gennaio 2018 passa in prestito con obbligo di riscatto al Perugia, in Serie B, firmando fino al 2021 con il club umbro. Arrivato nel club che navigava in posizioni a ridosso dei playout, conclude l'anno con il raggiungimento dei playoff.
La stagione successiva non parte titolare e il 29 gennaio 2019, in uno scambio con Albano Bizzarri passa al Foggia in Serie B. Gioca 16 partite da titolare con ottime prestazioni, ma a causa di un'importante penalizzazione della squadra a fine stagione retrocede in Serie C.

#### Ascoli
Il 2 settembre 2019 viene acquistato in prestito biennale dall'Ascoli che in cambio cede Andrea Fulignati al Perugia.
Dopo due anni in prestito ai bianconeri, il 31 marzo 2021 diventa un giocatore del club a titolo definitivo, firmando un contratto valido sino al 2023 coi marchigiani.

#### Genoa
Il 5 luglio 2023 firma un triennale con il Genoa alla scadenza del suo contratto con l'Ascoli. Fa il suo esordio con il Genoa in Coppa Italia contro il Modena nella vittoria per 4-3 e giocando titolare le altre due partite della Coppa nazionale fino all'eliminazione per mano della Lazio. Il 7 ottobre durante la partita contro il Milan subentra nei minuti finali al posto di Martinez espulso. Il 22 ottobre quindi gioca da titolare la partita di campionato in casa dell'Atalanta, persa per 2-0, tornando a giocare una partita da titolare in serie A dal 24 aprile 2016. Gioca poi titolare l'ultima giornata di campionato vinta per 2-0 contro il Bologna.
Poco dopo l'inizio della stagione 2024-2025 diventa il titolare dei grifoni, inizialmente grazie all'infortunio di Gollini e successivamente, con la gestione Vieira, grazie alle sue ottime prestazioni, che hanno portato poi a gennaio alla cessione di Gollini alla Roma e alla sua promozione definitiva a primo portiere.

#### Nazionale
Nel biennio 2010-2012 viene convocato nella Nazionale Under-19, con la quale colleziona 12 presenze e 11 gol subiti. Il 5 settembre 2012 fa il suo esordio nella Nazionale Under-20 di Luigi Di Biagio, con la quale partecipa al Torneo Quattro Nazioni.
Il 17 marzo 2013 riceve la prima convocazione nella Nazionale Under-21, ad opera del selezionatore Devis Mangia. Viene quindi convocato come terzo portiere, dietro Bardi e Colombi, all'Europeo Under-21 2013 in Israele, nel quale l'Under-21 ottiene il secondo posto dietro alla Spagna.
Dal 10 al 12 marzo 2014 è stato convocato dal CT della Nazionale maggiore Cesare Prandelli per uno stage organizzato allo scopo di visionare giovani giocatori in vista dei Mondiali 2014.
Prende parte come portiere di riserva anche all'Europeo Under-21 2015 in Repubblica Ceca.

## Statistiche

### Presenze e reti nei club
Statistiche aggiornate al 15 agosto 2025.
| Stagione        | Squadra         | Campionato      | Campionato | Campionato | Coppe nazionali | Coppe nazionali | Coppe nazionali | Coppe continentali | Coppe continentali | Coppe continentali | Altre coppe | Altre coppe | Altre coppe | Totale | Totale |
| Stagione        | Squadra         | Comp            | Pres       | Reti       | Comp            | Pres            | Reti            | Comp               | Pres               | Reti               | Comp        | Pres        | Reti        | Pres   | Reti   |
| --------------- | --------------- | --------------- | ---------- | ---------- | --------------- | --------------- | --------------- | ------------------ | ------------------ | ------------------ | ----------- | ----------- | ----------- | ------ | ------ |
| 2010-2011       | Brescia         | A               | 1          | -1         | CI              | 0               | 0               | -                  | -                  | -                  | -           | -           | -           | 1      | -1     |
| 2011-2012       | Brescia         | B               | 16         | -23        | CI              | 2               | -2              | -                  | -                  | -                  | -           | -           | -           | 18     | -25    |
| Totale Brescia  | Totale Brescia  | Totale Brescia  | 17         | -24        |                 | 2               | -2              |                    | -                  | -                  |             | -           | -           | 19     | -26    |
| 2012-2013       | Lanciano        | B               | 37         | -51        | CI              | 0               | 0               | -                  | -                  | -                  | -           | -           | -           | 37     | -51    |
| 2013-2014       | Spezia          | B               | 38+1       | -41 + -1   | CI              | 3               | -7              | -                  | -                  | -                  | -           | -           | -           | 42     | -49    |
| 2014-2015       | Cesena          | A               | 28         | -49        | CI              | 1               | 0               | -                  | -                  | -                  | -           | -           | -           | 29     | -49    |
| 2015-2016       | Frosinone       | A               | 33         | -59        | CI              | 1               | 0               | -                  | -                  | -                  | -           | -           | -           | 34     | -59    |
| 2016-2017       | Olympiacos      | SL              | 13         | -8         | CG              | 4               | -1              | UCL+UEL            | 0+10               | -11                | -           | -           | -           | 27     | -20    |
| 2017-gen. 2018  | Zulte Waregem   | D1              | 6          | -14        | CB              | 0               | 0               | UEL                | 2                  | -7                 | -           | -           | -           | 8      | -21    |
| gen.-giu. 2018  | Perugia         | B               | 19+1       | -22 + -3   | CI              | 0               | 0               | -                  | -                  | -                  | -           | -           | -           | 20     | -25    |
| 2018-gen. 2019  | Perugia         | B               | 0          | 0          | CI              | 1               | -3              | -                  | -                  | -                  | -           | -           | -           | 1      | -3     |
| Totale Perugia  | Totale Perugia  | Totale Perugia  | 19+1       | -22 + -3   |                 | 1               | -3              |                    | -                  | -                  |             | -           | -           | 21     | -28    |
| gen.-giu. 2019  | Foggia          | B               | 16         | -16        | CI              | -               | -               | -                  | -                  | -                  | -           | -           | -           | 16     | -16    |
| 2019-2020       | Ascoli          | B               | 35         | -55        | CI              | 0               | 0               | -                  | -                  | -                  | -           | -           | -           | 35     | -55    |
| 2020-2021       | Ascoli          | B               | 35         | -43        | CI              | 0               | 0               | -                  | -                  | -                  | -           | -           | -           | 35     | -43    |
| 2021-2022       | Ascoli          | B               | 36+1       | -40 + -1   | CI              | 1               | -3              | -                  | -                  | -                  | -           | -           | -           | 38     | -44    |
| 2022-2023       | Ascoli          | B               | 25         | -30        | CI              | 1               | -2              | -                  | -                  | -                  | -           | -           | -           | 26     | -32    |
| Totale Ascoli   | Totale Ascoli   | Totale Ascoli   | 131+1      | -168 + -1  |                 | 2               | -5              |                    | -                  | -                  | -           | -           | -           | 134    | -174   |
| 2023-2024       | Genoa           | A               | 3          | -2         | CI              | 3               | -5              | -                  | -                  | -                  | -           | -           | -           | 6      | -7     |
| 2024-2025       | Genoa           | A               | 29         | -31        | CI              | 2               | -1              | -                  | -                  | -                  | -           | -           | -           | 31     | -32    |
| 2025-2026       | Genoa           | A               | 0          | 0          | CI              | 1               | 0               | -                  | -                  | -                  | -           | -           | -           | 1      | 0      |
| Totale Genoa    | Totale Genoa    | Totale Genoa    | 32         | -33        |                 | 6               | -6              |                    | -                  | -                  | -           | -           | -           | 38     | -39    |
| Totale carriera | Totale carriera | Totale carriera | 373        | -490       |                 | 20              | -24             |                    | 12                 | -18                | -           | -           | -           | 405    | -532   |

## Palmarès

### Club

#### Competizioni nazionali
- Campionato greco: 1

Olympiakos: 2016-2017